# 시와시학
시외 시학은 김재홍 (문학평론가)이 창립한 문예지로,  도서출판 시와시학(옛 시외시학사)에서 출판한다.

## 시와시학상
시와시학상은 시와시학에서 수여하는 문학상이다.